# Massy (Essonne)
Massy is een gemeente in het Franse departement Essonne (regio Île-de-France). De gemeente telde 50.597 inwoners op 1 januari 2022. De plaats maakt deel uit van het arrondissement Palaiseau.

## Geschiedenis
In de vroege middeleeuwen was dit gebied eigendom van de Abdij van Saint-Germain-des-Prés. Pas in de 12e eeuw verscheen er een dorp. In de 13e eeuw werd het kasteel van Vilgénis gebouwd. Vanaf 1640 werden er dakpannen gemaakt. In 1802 opende Nicolas Appert een conservenfabriek in Massy. Deze fabriek overleefde de Frans-Duitse Oorlog (1870-1871) niet. Met de komst van de spoorweg halfweg de 19e eeuw kwam er meer industrie in de gemeente. Toch was Massy tot na de Eerste Wereldoorlog hoofdzakelijk een landbouwdorp met tuinbouw en wijngaarden.

## Geografie
De oppervlakte van Massy bedroeg op 1 januari 2022 9,43 vierkante kilometer; de bevolkingsdichtheid was toen 5.365,5 inwoners per km².
De gemeente is opgedeeld in verschillende wijken: Centre-ville, Villaine, Vilgénis, Bièvre Poterne, Massy-Opéra, Petit Massy, La Paix, Les Champarts, Atlantis, Pileu, Graviers, Vilmorin en Square du Clos de Villaine.
De onderstaande kaart toont de ligging van Massy met de belangrijkste infrastructuur en aangrenzende gemeenten.

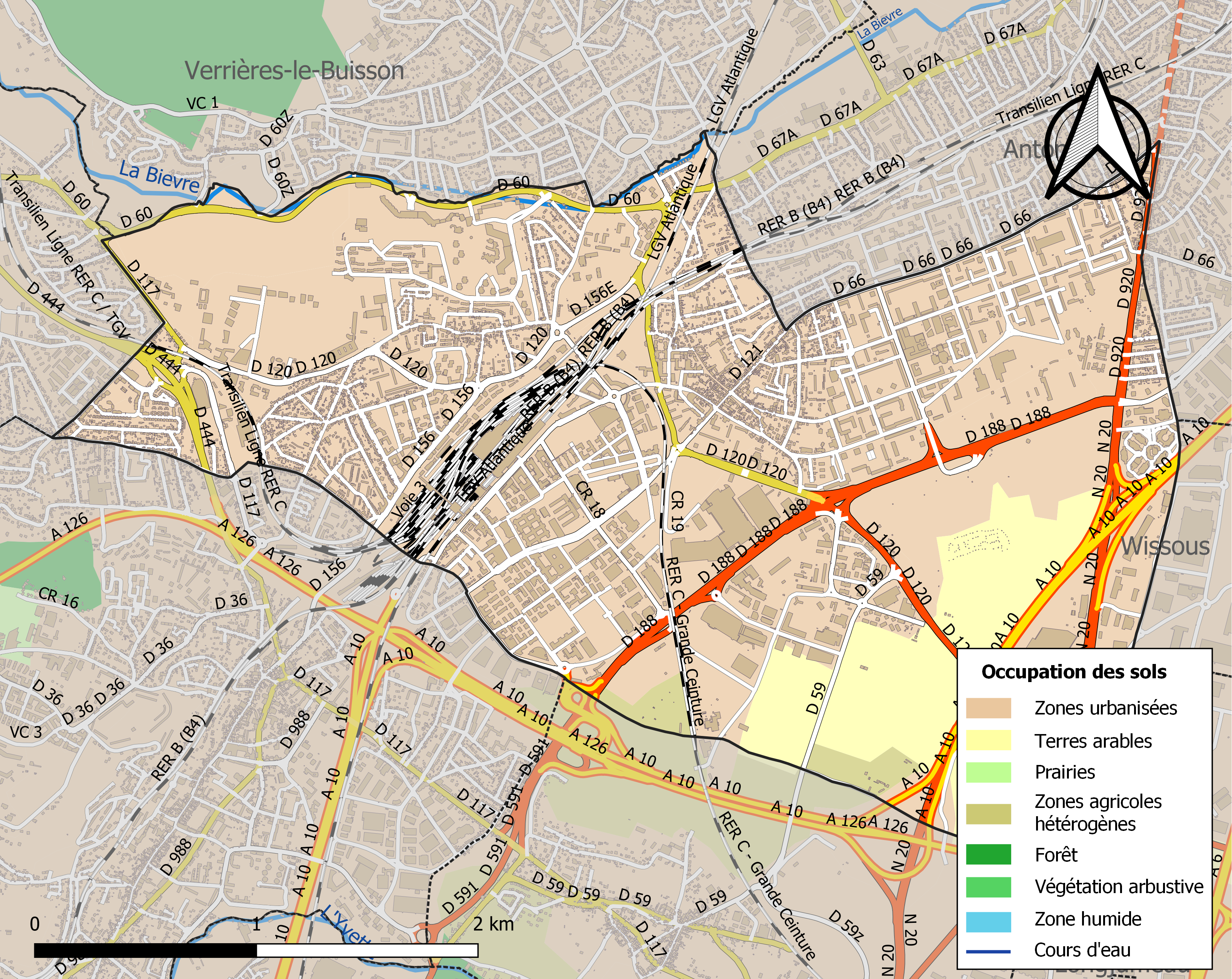

## Demografie
Onderstaande figuur toont het verloop van het inwonertal (bron: INSEE-tellingen).

## Economie
In de gemeente zijn grote bedrijven gevestigd als Carrefour, Alstom, Orange, SFR, Sagem, Thalès, Ericsson, Safran en CGG.
Er is een groot ziekenhuis.

## Verkeer en vervoer
In de gemeente ligt het treinstation Massy-TGV. Er is ook aansluiting op de lijnen RER B en RER C.
De gemeente wordt ook aangesloten op de metro van Parijs (lijn 18).
Er zijn afslagen van de autosnelweg A10.

## Cultuur

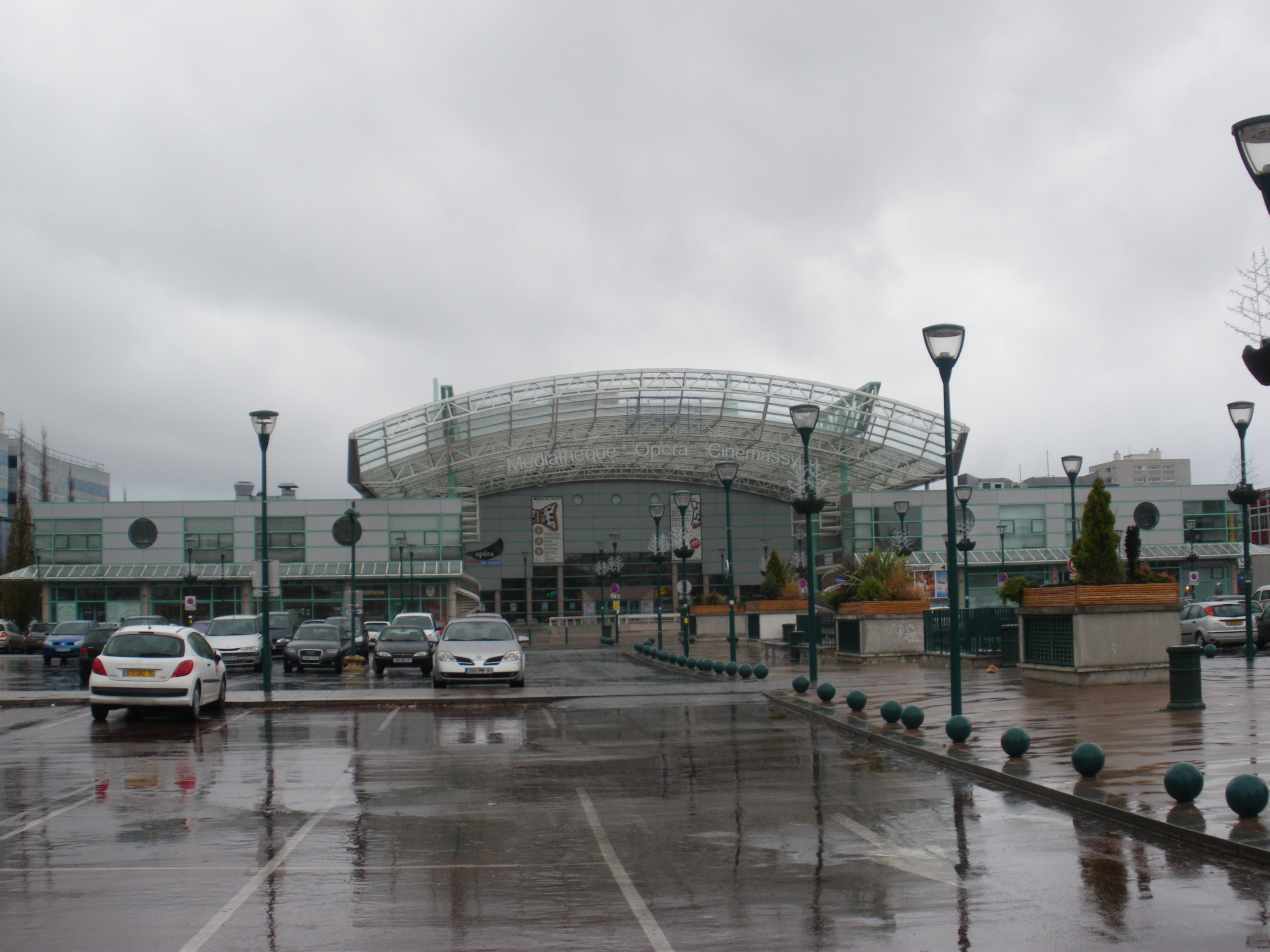
Operagebouw

In Massy is er een operagebouw (Opéra de Massy).
Massy heeft een stedenband met het Italiaanse Ascoli Piceno.

## Geboren
- Yaya Sanogo (1993), voetballer
- Anthony Martial (1995), voetballer